# Gärdslösa, Kumla socken
Gärdslösa var en medeltida gård i Kumla socken, Östergötland, Lysings härad inom nuvarande Mjölby kommun som bestod av 5 1⁄2 mantal (308 hektar). 
År 1306 gav Olöf Turesdotter sin gård Gärdslösa till Vreta kloster. Gärdslösa lillgården är 1⁄7 mantal och ligger i Väderstads socken.